# Cowin Showjet
Le Cowin Showjet (炫 界) est un SUV multisegment sous-compact produit par le constructeur chinois Chery sous la marque Cowin. Le modèle partageait la plate-forme avec le Chery Tiggo 5X introduit précédemment.

## Aperçu

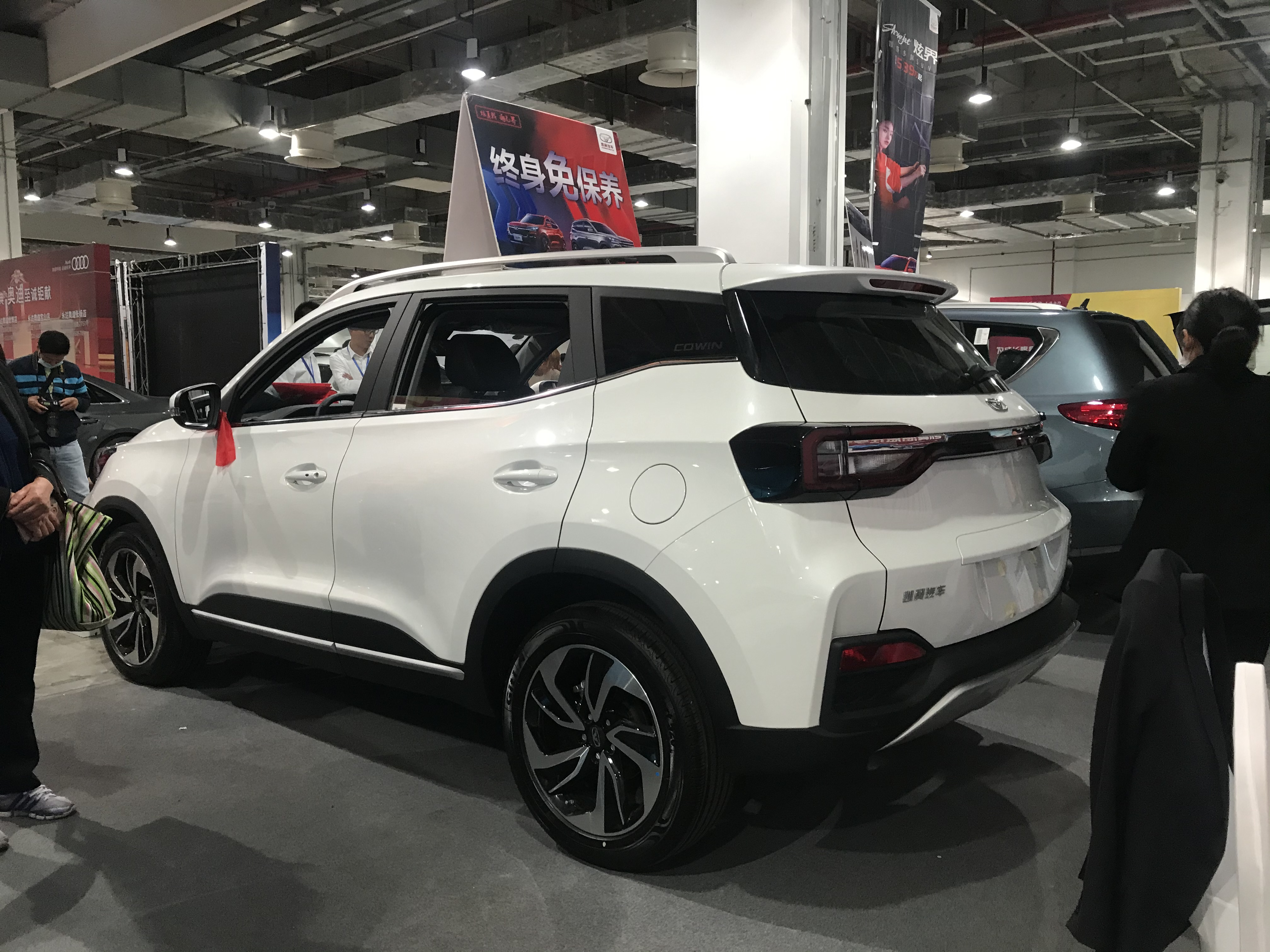
Cowin Showjet, quart arrière

Le Cowin Showjet a été révélé le 24 décembre 2019. Le Showjet est positionné sous le Cowin X3 compact en tant que dernier crossover économique de Cowin,.
Le Cowin Showjet était vendu avec une option unique de moteur, un moteur quatre cylindres en ligne de 1,5 litre couplé à une boîte manuelle à 5 vitesses ou à une transmission à variation continue (CVT) délivrant 116 ch et 143 N m de couple.